# 마쓰우메촌
마쓰우메촌(松梅村)은 사가현 사가군에 있던 촌이다. 현재의 사가시의 일부에 해당한다.

## 역사
- 1889년 4월 1일 - 정촌제 시행에 의해 사가군 마쓰우메촌이 성립하였다.
- 1955년 4월 1일 - 가스가촌, 가와카미촌과 합병, 야마토촌이 신설해 폐지되었다.

## 참고문헌
- 角川日本地名大辞典 41 佐賀県
- 『市町村名変遷辞典』東京堂出版、1990年。